# Page Kennedy
Page Kennedy, född 23 november 1976 i Detroit, är en amerikansk skådespelare.
Kennedy har bland annat medverkat i TV-serierna The Upshaws och Backstrom. Han har även medverkat i filmen Meg 2: The Trench.

## Filmografi (i urval)
- 2003 – S.W.A.T
- 2005 – Desperate Housewives (TV-serie)
- 2010–2011 – Blue Mountain State (TV-serie)
- 2015 – Backstrom (TV-serie)
- 2021–2023 – The Upshaws (TV-serie)
- 2023 – Meg 2: The Trench